# McLaren MP4/15
McLaren MP4/15 (McLaren Project 4, 15. design) byl monopost, se kterým se McLaren-Mercedes účastnil mistrovství světa Formule 1 v roce 2000.

## Popis
Vůz navrhovali Adrian Newey a Neil Oatley a navázali na modely z předchozích let (McLaren MP4/14 a McLaren MP4/13), vůz byl osazen deseti válcovým motorem Ilmor FO110J od firmy Mercedes. Motor byl velmi výkonný a podařilo se ho dobře sladit s vozem.
Po dvou úspěšných sezónách, kdy Mika Häkkinen získal titul mistra světa, přišla porážka od Ferrari. Nový model dokázal zvítězit v sedmi závodech a Häkkinen skončil celkově druhý, jeho spolujezdec David Coulthard skončil třetí, což týmu zajistilo druhé místo v poháru konstruktérů. McLaren tento výsledek rozhodně nemohl považovat za úspěch, neboť byl před sezónou favoritem a toto auto bylo považováno za nejrychlejší, avšak především v úvodních dvou závodech se projevila jeho nižší spolehlivost, která byla dlouhodobým problémem McLarenu. Po úvodních závodech se problémy vyřešily a vůz byl výrazně spolehlivější než v předchozí sezóně. V těchto úvodních závodech tým nezískal ani jeden bod, přestože jak v Austrálii tak v Brazílii startoval Mika Häkkinen z první pozice. V dalších závodech již jezdci využívali rychlosti vozu a dokázali bodovat v každém závodě. Na stupních vítězů McLaren nestanul pouze při Velké ceně Kanady a USA.

## Technická data
- Motor: Mercedes FO110J
  - V10 72°
  - Objem: 2990 cc
  - Vstřikování: TAG
  - Výkon: 830cv/18300 otáček
- Palivo: Mobil 1
- Palivový systém: TAG f.i.
- Převodovka: McLaren L 7stupňová poloautomatická.
- Pneumatiky: Bridgestone
- Brzdy: AP Racing

## Statistika
- 17 Grand Prix
- 7 vítězství (Mika Häkkinen 4)
- 7 pole positions (Mika Häkkinen 5)
- 162 bodů (Mika Häkkinen 89 + David Coulthard 73)
- 22 x podium (oba po 11)
- Nejrychlejší kolo 11

## Výsledky v sezoně 2000
| Legenda k tabulce | Legenda k tabulce                                                                       |
| Barva             | Výsledek                                                                                |
| ----------------- | --------------------------------------------------------------------------------------- |
| Zlatá             | Vítěz                                                                                   |
| Stříbrná          | 2. místo                                                                                |
| Bronzová          | 3. místo                                                                                |
| Zelená            | Bodované umístění                                                                       |
| Modrá             | Nebodované umístění                                                                     |
| Modrá             | Dokončil neklasifikován (NC)                                                            |
| Fialová           | Odstoupil (Ret)                                                                         |
| Červená           | Nekvalifikoval se (DNQ)                                                                 |
| Červená           | Nepředkvalifikoval se (DNPQ)                                                            |
| Černá             | Diskvalifikován (DSQ)                                                                   |
| Bílá              | Nestartoval (DNS)                                                                       |
| Bílá              | Závod zrušen (C)                                                                        |
| Světle modrá      | Pouze trénoval (PO)                                                                     |
| Světle modrá      | Páteční testovací jezdec (TD)                                                           |
| Bez barvy         | Netrénoval (DNP)                                                                        |
| Bez barvy         | Vyřazen (EX)                                                                            |
| Bez barvy         | Nepřijel (DNA)                                                                          |
| Bez barvy         | Odvolal účast (WD)                                                                      |
| Bez barvy         | Nezúčastnil se (prázdné)                                                                |
| Označení          | Význam                                                                                  |
| Tučnost           | Pole position                                                                           |
| Kurzíva           | Nejrychlejší kolo                                                                       |
| †                 | Jezdec nedojel do cíle, ale byl klasifikován, protože odjel více než 90 % délky závodu. |
| ‡                 | Byl udělován poloviční počet bodů, protože bylo odjeto méně než 75 % délky závodu.      |
| Horní index       | Umístění bodujících jezdců ve sprintu                                                   |

| Rok  | Šasi           | Motor                     | Pneu | No. | Jezdci    | 1   | 2   | 3   | 4   | 5   | 6   | 7   | 8   | 9   | 10  | 11  | 12  | 13  | 14  | 15  | 16  | 17  | Body | Pořadí |
| ---- | -------------- | ------------------------- | ---- | --- | --------- | --- | --- | --- | --- | --- | --- | --- | --- | --- | --- | --- | --- | --- | --- | --- | --- | --- | ---- | ------ |
| 2000 | McLaren MP4/15 | Mercedes-Ilmor FO110J V10 | B    |     |           | AUS | BRA | SMR | GBR | ESP | EUR | MON | CAN | FRA | AUT | GER | HUN | BEL | ITA | USA | JPN | MAL | 162  | 2.     |
| 2000 | McLaren MP4/15 | Mercedes-Ilmor FO110J V10 | B    | 1   | Häkkinen  | Ret | Ret | 2   | 2   | 1   | 2   | 6   | 4   | 2   | 1   | 2   | 1   | 1   | 2   | Ret | 2   | 4   | 162  | 2.     |
| 2000 | McLaren MP4/15 | Mercedes-Ilmor FO110J V10 | B    | 2   | Coulthard | Ret | DSQ | 3   | 1   | 2   | 3   | 1   | 7   | 1   | 2   | 3   | 3   | 4   | Ret | 5   | 3   | 2   | 162  | 2.     |